# Радзивилл, Ян Бородатый
Ян Радзивилл по прозвищу Бородатый (пол. Jan Radziwiłł "Brodaty"; около 1474—1522) — государственный, военный и дипломатический деятель Великого княжества Литовского, маршалок господарский (1500—1510), маршалок великий литовский в 1514—1522 годах, каштелян трокский (с 1522). Староста дрохичинский и слонимский (с 1505), наместник вилькийский (1495—1501).
Основатель олыкско-несвижской линии рода Радзивиллов.

## Биография
Сын канцлера великого литовского и воеводы виленского Николая Радзивилла Старого, также известного как Николай Радзивиллович. Как и его братья Войцех, Юрий и Николай, а также сестра Анна Радзивилл (ставшая регентом после смерти мужа Конрада III Рыжего), принадлежал к политической элите Великого княжества Литовского, хотя играл менее заметную роль.
Владел имениями в Нягневичах и Лахве в Новогрудском воеводстве, Здитове (теперь Слонимский район, Гродненской области), Узде (теперь Минская область), Олыке на Волыни, а также земельными наделами на территории современной Литвы.
В юном возрасте попал в Краков на воспитание при королевском дворе. Был приближенным великого князя Александра Ягеллончика, способствовал его избранию в 1501 году королём польским.
Был среди подписавших 23 октября 1501 года акт Мельницкой унии о создании союза между Королевством Польским и Великим княжеством Литовским. Однако позже поддерживал политику короля, направленную на отмену Мельницких договоренностей.
В 1505 получил от великого князя Слонимское староство и начал строить замок в Слониме.
Участник Клецкой битвы (1506), а также битвы под Лопушным (1512) с крымскими татарами.
Возглавлял посольство в Москву в 1507 и 1508.
Участвовал также в войне с Великим княжеством Московским (1512—1522).

## Личная жизнь
В первом браке был женат на Эльжбете Гаштольд (? — 1502), с которой прожил 10 лет, родившей ему пятерых детей, однако все они умерли в раннем возрасте.
От второго брака с Богданой Лукомский имел дочь Софию и ещё одну дочь.
Свою будущую третью жену Анну, дочь Станислава Кишки, он встретил, когда его брат Юрий попросил быть сватом к Барбаре. Об этом визите братьев Радзивиллов в замок князей Кишек в хронике того времени сохранилось беглое замечание, тем не менее дающее простор для фантазии: «… тем разом сватаючи Барбару Кишчанку, княжну, у её родичей Радзивилл вел себя не как подобает свату, меньше говорил, а все молчал и смотрел на сестру невесты, чем немало её смутил».  На тот момент он ещё был женат. После смерти Богданы, как только закончился год, который положен приличиями по сроку траура, Ян посватался к Анне.
Анна родила ему сыновей Николая и Яна, а также дочь Анну. После брака с Анной, владение Яна Бородатого значительно увеличились — в качестве приданого он получил Олыку, Дубравы, Лахву, Нядреску, Несвиж, Узду, Шацк.
В 1519 году неожиданно умер брат Яна — Войцех, епископ луцкий. В начале 1522 смерть настигла сестру Анну, регента Мазовии. Следующим был брат Николай, канцлер великий литовский и воевода виленский. На его похоронах уже открыто говорили об умышленных отравлениях. В том же 1522 году почувствовал себя плохо и Ян Бородатый. Предчувствуя близкий конец, он оставил завещание, в котором просил короля и великого князя Сигизмунда I Старого взять под опеку его семью.
Злоумышленники, решившие уничтожить род Радзивиллов, действовали хитро. Действие яда было малозаметным, поэтому казалось, что смерть их жертв была естественной. Ян Бородатый так и не узнал, кто его убийца. Многие считали, что это Бона Сфорца. Властная, коварная женщина мечтала об абсолютной власти. Она подчинила себе старого короля, ввела моду на тайные отравления. Радзивиллы стали первыми её жертвами. Причину ненависти объясняли тем, что король Сигизмунд Старый до женитьбы с Боной интересовался Анной Радзивилл. Бона видела её красоту и ум, и страшилась потерять мужа. Именно эта женщина была настоящей соперницей в борьбе за сердце короля.